# Petra Gelbart
Petra Gelbart (Ústí nad Labem, 1978) es una educadora, musicóloga y activista de derechos humanos checa que hace campaña por los derechos de los romaníes. Es curadora del RomArchive para la sección de archivos musicales. También fue la cofundadora de la Iniciativa para la Música Romaní en la Universidad de Nueva York y de la organización Familias de Víctimas del Holocausto Roma y Sinti.

## Biografía
Gelbart es nieta de sobrevivientes de los porraimos. Aprendió el idioma romaní y la música gitana en la familia. Con diez años se mudó a los Estados Unidos con su familia. Petra Gelbart estudió musicología en la Universidad de California en Berkeley. Recibió su doctorado en musicología y etnomusicología de la Universidad de Harvard en 2010 y una maestría en musicoterapia de Molloy College en 2016. Su investigación se ha centrado en las áreas de la comunicación intercultural, la psicología de la música, el Holocausto y la etnografía institucional. Enseña música gitana en teoría, práctica y en el contexto cultural en las universidades. También trabaja como musicoterapeuta. Como curadora del RomArchive, cuestiona los estereotipos existentes sobre la música sinti y gitana y mostrar toda la gama de expresiones musicales de la música gitana. Con el ‘gadjología’ describió los puntos en común entre los gitanos y los no gitanos.
Como música, Petra Gelbart fue la cofundadora de la banda Via Romen, en la que actuó como cantante y acordeonista. Gelbart también ha actuado internacionalmente como solista.
Gelbart ha sido amenazada por su activismo por los derechos de los gitanos y tanto ella como su familia han sufrido discriminación. 